# Ugărčin
Ugărčin (in bulgaro Угърчин?) è un comune bulgaro situato nella Regione di Loveč di 7 546 abitanti (dati 2009). La sede comunale è nella località omonima

## Località
Il comune è formato dall'insieme delle seguenti località:
- Dragana (Драгана)
- Golec (Голец)
- Kalenik (Каленик)
- Katunec (Катунец)
- Kirčevo (Кирчево)
- Lesidren (Лесидрен)
- Mikre (Микре)
- Orljane (Орляне)
- Slavštica (Славщица)
- Sopot (Сопот)
- Ugărčin (Угърчин) (sede comunale)